# وانغ يانغ (سياسي صيني)
وانغ يانغ (بالصينية: 王阳) هو سياسي صيني، ولد في 1957 في الصين. حزبياً، نشط في الحزب الشيوعي الصيني. وقد انتخب عضو مجلس الشعب الصيني ‏ خلال فترته النيابية ‏.